# Birger Claesson
Birger Claesson, född 1900 i Rejmyra, död 1954 i Örebro, var en svensk pingstpastor, författare och visionär.

## Biografi
Birger Claesson vart predikant inom pingströrelsen 1939. Han var stationerad i bland annat Västerås, Fagersta och Sorsele, och i Kumla fram till sin död. Han var gift och hade tre barn.

## Profetior
Den 11 december 1950 såg Birger Claesson i en syn hur främmande makt anföll Sverige. Han publicerade sin uppenbarelse i boken Dom över Sverige, som såldes i 130 000 exemplar, och ledde till landsomfattande böneaktivitet. Dom över Sverige publicerades 1951 på engelska i Förenta staterna som Judgement on Sweden och på danska som Dom over Sverige 1951. Skriften har tryckts om och utökats fram till 2002. Birger Claesson försökte även övertyga militärer och statskyrkopräster om sitt budskap. Svenska Dagbladet och Dagens Nyheter uppmärksammade med ironi att yrkesmilitärer tagit del av synerna vid möten och uppvaktningar, som Birger Claesson och pingstvänner anordnade.